# Cantigas de Santa Maria (album)
Cantigas de Santa Maria – wspólny album Macieja Maleńczuka oraz zespołu Consort. Album został wydany 25 września 2006.
Płyta zawiera muzykę ze spektaklu „Cantigas de Santa Maria”. Jest to zbiór pieśni Alfonsa X, króla Kastylii. Spektakl opowiada o cudownej ingerencji sił boskich w losy bohaterów poszczególnych opowieści.
Płyta uzyskała status złotej. Do utworu Santa Maria Loei powstał teledysk. Wydawcą płyty jest Warner Music Poland.

## Lista utworów
1. Santa Maria Loei (Cantiga 200-Królewska)
2. Pies
3. Opowieść o statku (Cantiga 112)
4. Improwizacja na temat Cantigi 123 (instr.)
5. Teresa
6. Santa Maria Strela do dia - Cantiga 100
7. Trubadur (Cantiga 194)
8. Adam
9. Improwizacja na temat Cantigi 129 (instr.)
10. Madre De Deus (Cantiga 422)

### Single
1. Santa Maria Loei (Cantiga 200-Królewska)

## Muzycy
- Maciej Maleńczuk – śpiew, gitara
- Wanda Laddy – śpiew, hrotta
- Paweł Iwaszkiewicz – bombardy, flety
- Paweł Muzyka – viola da gamba
- Kuba Rutkowski – perkusja